# Thỏ Hungary

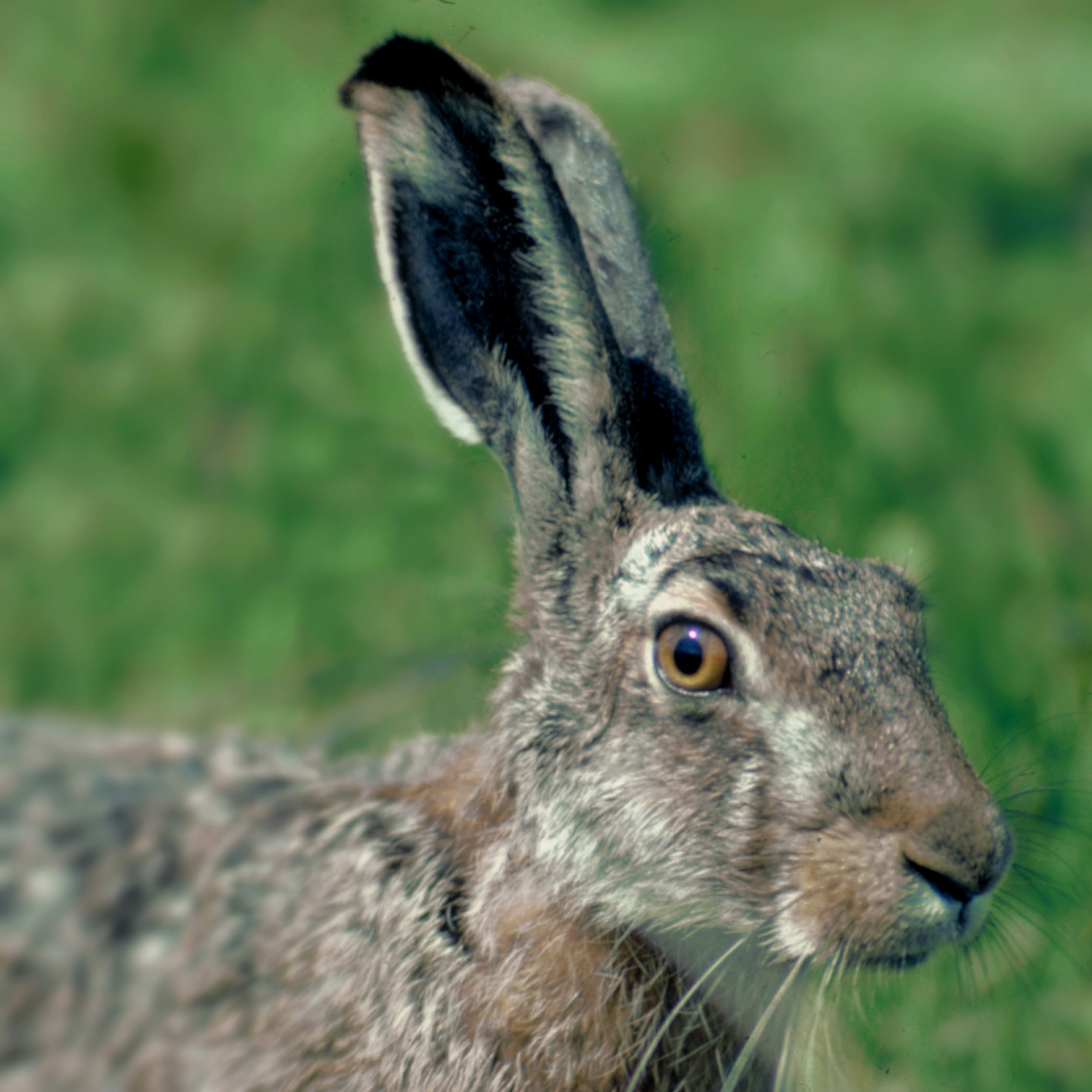
Thỏ Hungary

Thỏ Hungary (Hungarian Giant hay Geant Hongrois) là giống thỏ nhà có nguồn gốc từ Hungary. Giống thỏ này được Nhà nước Việt Nam công nhận là một giống vật nuôi ngoại nhập ở Việt Nam

## Lịch sử
Là giống thỏ có từ hơn 200 năm trước, đầu tiên nó được gọi là Hungary Agouti, rồi sau đó là Hungary Giant, bởi vì nó được lai tạo trong các màu sắc khác cũng thêm vào. Chúng có liên quan đến thỏ tai cụp Pháp và thỏ Bỉ lớn (Flemish Giant). Chúng có trọng lượng lên đến 7 kg. Trong độ tuổi trưởng thành nó chỉ nặng 5–7 kg và nó là một khả năng sinh sản cao. Phát triển thịt và chuyển hóa thức ăn khả năng bị tụt hậu của các giống lai hiện tại. Hungary là quê hương của thỏ, có nhiều trang trại thỏ tư nhân nuôi từ 10.000-20.000 con.

## Chăn nuôi

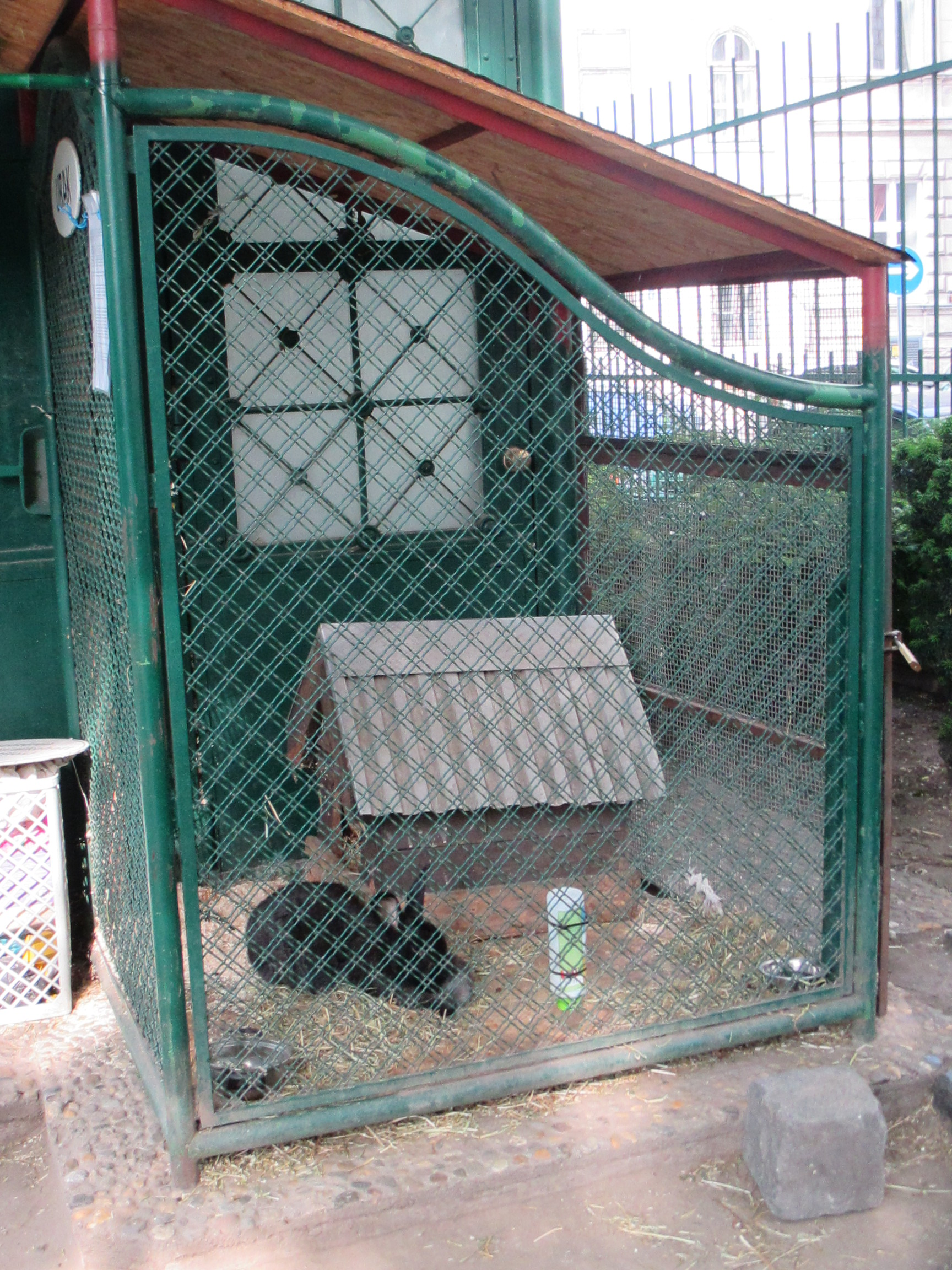
Thỏ Hungari đang được nuôi tại Károly

Hiện nay Hungary là một trong những nước sản xuất thịt thỏ lớn, sản phẩm của nước này chiếm chỉ 0,3% của thế giới sản xuất, nhưng nó đóng một vai trò quan trọng về mặt thương mại nước ngoài. Kể từ khi 96-97% của những con thỏ bị giết được bán cho thị trường quốc tế, Hungary là một trong những nước xuất khẩu thịt thỏ lớn nhất. Thị trường quốc tế có ảnh hưởng đáng kể về mức độ sản xuất Hungary và giá cả. Hungary sản xuất thịt thỏ và là cán cân thương mại được xem xét trong khía cạnh của thị trường thế giới.
Hungari nâng cao các tiêu chuẩn, các cơ sở đã thực hiện các thay đổi lớn, cải thiện các nguyên tắc phúc lợi dành cho động vật. Để giải quyết sở thích mới của thị trường, Tetrabbit Ltd., một nhà cung ứng thịt thỏ gia đình ở Hungary đã cam kết với phúc lợi dành cho động vật và chuỗi cung ứng có trách nhiệm để hướng dẫn Tetrabbit phát triển một chương trình đáp ứng nhanh mối quan tâm của người tiêu dùng. Các thay đổi này đã đạt được thành công lớn, cho phép Tetrabbit mở rộng doanh nghiệp. Số lượng nông dân tham gia vào chương trình hiện chiếm khoảng 36% tổng sản lượng của Tetrabbit và tuyên bố thịt ngon từ động vật khỏe mạnh và đào tạo nghề cho chương trình nuôi thỏ trong sân nhà của Tetrabbit.
Hungary từng tắc đường vì thỏ giao thông trên một đường quốc lộ của Hungary bị tắc nghẽn trong nhiều giờ vì 5.000 con thỏ. Sự cố xảy ra khi chiếc xe chở những con thỏ này đụng phải một chiếc xe khác và lật nhào. Những con thỏ thoát khỏi cũi đã chạy tán loạn trên đường. Nhà chức trách buộc phải đóng cửa đường trong nhiều giờ để thu gom những con thỏ này. Khoảng 500 con thỏ đã bị chết trong vụ tai nạn. Đến trưa nay, 4.400 con thỏ xổng cũi đã được bắt lại và đưa khỏi hiện trường.